# 古林南
古林 南（こばやし みなみ、1997年6月9日 - ）は、日本の女優。東京都出身。武蔵野美術大学卒業。

## 略歴
- 2017年、「睡」（すい）名義で『ミスiD2018』に応募。大森靖子賞を受賞[2][3]。
- 2018年12月～2022年1月9日まで、「MnM」（みなみ）名義でディスクユニオン発のアイドルグループ「SW!CH」のメンバーとして活動[4][5]。
- 2022年1月24日、名前を「古林 南」に変更[6]。

## 作品

### デジタルシングル
| 配信日       | タイトル | 備考                    |
| ------------ | -------- | ----------------------- |
| 2025年1月1日 | suisai   | 作詞・作曲:石田シュンヤ |

### アナログレコード
| 発売日         | タイトル | 収録曲                                                             | 備考                                       |
| -------------- | -------- | ------------------------------------------------------------------ | ------------------------------------------ |
| 2024年12月29日 | suisai   | SIDE A 45RPM suisai(Original Ver.) SIDE B 45RPM suisai(Piano Ver.) | 10インチレコード。限定受注生産にてリリース |

## 出演

### テレビ
- 全力坂（2023年4月24日・5月2日、テレビ朝日）[11][12][13][14]

### 映画
- 正しいアイコラの作り方（2024年2月10日） - 生徒会長 大沢 役[15][16]
- ナマズのいた夏（2025年2月8日） - 桜井志穂 役[17][18]

### 舞台
- スリーアウト〜ホームラン篇〜チーム☆ (2019年6月7日～16日、新宿村LIVE) - テニス部みなみ 役（MnM 名義）[19][20]
- シルヴィアの爪跡（2024年7月12日～15日、武蔵野芸能劇場） -  主演・リーファ 役 ※樹端とのダブル主演[21]
- シルヴィアの残響（2025年7月19日～21日、アルネ543） -  主演・リーファ 役 [22]

### ネット配信
- Recycle -リサイクル- (2020年11月、Amazon Prime Video) - 陽菜 役（MnM 名義）[23][24]
- VAiN (2024年1月、Amazon Prime Video) - 主演・吾妻ナツ 役[25][26]
- 銚子電鉄の怪人（2024年6月21日、寺井広樹） - 鉄道アイドル 役[27]

### ラジオドラマ
- 私的エクレアイズム[28]
  - #40「Call Me オンニ」―郷に入ってはいないけど―（2025年2月20日） - ナガイ・ユリ 役[29]
  - #41「ビ、ジネス」―ともに切り抜かれて―（2025年3月6日） - 津笛瑶花 役[30]
  - #42「取り壊し推し」―私たちのアパートが潰れますように―（2025年3月20日） - 船頭ゆかり 役[31]
  - #45「What’s in my 弔辞？」―無知も無礼も飛び越えて―（2025年6月19日） - ミナミ 役[32]

### ライブ
- SW!CH PRESENTS「PPF -PAST PRESENT FUTURE- REUNION」(2025年6月12日、AKIBAカルチャーズ劇場) - 元メンバーとして参加(卒業メンバー全員集合)[33][34]

### Music Video
- 大森靖子「GIRL'S GIR」（睡 名義）（2018年7月6日）[35]
- sawamay「夕陽」（2023年12月13日）[36]
- Attic Ocean「Lilies and Sea」（2024年10月12日）[37]

### イベント
- 第1回古林商店株主総会～生誕スペシャル2022～ (2022年6月11日、LOFT/PLUS ONE) - 主催、MC：大坪ケムタ[38][39]
- 第2回古林商店株主総会 緊急招集、暑気払いの会 (2024年7月27日、LOFT HEAVEN) - 主催、MC：大坪ケムタ、ゲスト：空岡佑雨[40][41]
- 古林南写真展
  - 「Sfumato」（2022年6月、ユカイハンズギャラリー） - 主催[42][43]
  - 「Coronation」（2022年11月、L-1gallery）[44]
  - 「PERSONA CURATION」（2024年10月、ギャルリー・ジュイエ） - 主催[45]

## 書籍

### 電子書籍
- MnM「甘美艶絵」ミスiDデジタル写真集（2020年7月31日発売、講談社）（MnM 名義）[46]
- 古林南デジタル写真集「Coronation」スペシャルエディション（2023年11月26日発売、para） [47]